# Geografisch topleveldomein
Een geografisch topleveldomein (Engels: Geographic Top Level Domain) (geoTLD) is een topleveldomein (TLD, ook wel domeinextensie) dat zich richt op een bepaalde stad, provincie of andere afgebakende regio en dat niet aan een bepaald land toebehoort (geen Country-Code Top-Level Domain). Net als elk ander topleveldomein wordt ook een geoTLD gehandhaafd door de Internet Assigned Numbers Authority (IANA) voor gebruik in het Domain Name System van het Internet.
Geografische topleveldomeinen zijn geen officiële categorie voor toezichthouder ICANN, maar vallen onder de generieke topleveldomeinen. De eerste geoTLD die toegevoegd werd aan het internet was het Catalaanse .cat. Dit gebeurde in 2005. Daarna duurde het tot 2012, in het kader van het New gTLD-programma van ICANN, tot andere geoTLD's werden toegevoegd. In totaal zijn er ongeveer 60 geoTLD's actief.
Binnen Nederland bestaan de volgende geografische topleveldomeinen:
- .amsterdam
- .frl

Binnen België bestaan de volgende geografische topleveldomeinen:
- .brussels
- .gent
- .vlaanderen

## Nieuwe geografische topleveldomeinen
Steden en regio's die in 2012 niet met het New gTLD-programma van ICANN hebben meegedaan, hebben sindsdien geen kans gehad om hun eigen domeinextensie aan te vragen. ICANN is voornemens om in het tweede kwartaal van 2026 een nieuw aanvraagvenster te openen. In deze nieuwe aanvraagronde zullen, in tegenstelling tot de 2012-ronde, geografische topleveldomeinen wel een aparte categorie vormen.